# Hypercompe annulifascia
Hypercompe annulifascia är en fjärilsart som beskrevs av Walker 1869. Hypercompe annulifascia ingår i släktet Hypercompe och familjen björnspinnare. Inga underarter finns listade i Catalogue of Life.